# Celtic Football Club 2018-2019
Questa voce raccoglie le informazioni riguardanti il Celtic Football Club nelle competizioni ufficiali della stagione 2018-2019.

## Stagione
Il 26 febbraio 2019 l'allenatore Brendan Rodgers risolve il suo contratto con la società per trasferirisi al Leicester City; al suo posto viene richiamato Neil Lennon come allenatore ad interim, il quale risolve il suo contratto con l'Hibernian e firma un contratto fino al termine della stagione. In Scottish Premiership il Celtic si classifica al primo posto (87 punti) e vince per la 50ª volta il campionato, in Scottish Cup batte in finale gli Hearts (1-2) e vince per la 39ª volta la coppa, in Scottish League Cup batte in finale l'Aberdeen (1-0) e vince per la 18ª volta la coppa, in Champions League supera il primo turno preliminare battendo gli armeni dell'Alaškert (6-0) e il secondo turno battendo i norvegesi del Rosenborg (3-1), poi perde al terzo turno preliminare contro i greci dell'AEK Atene (2-3). In Europa League raggiunge la fase a gironi, dopo aver eliminato i lituani del Sūduva nel turno di spareggi (4-1). Inserito nel gruppo B con Salisburgo, RB Lipsia e Rosenborg, si classifica al secondo posto con 9 punti e accede alla fase finale, dove viene eliminato ai sedicesimi dal Valencia (0-3 complessivo).

## Maglie e sponsor
Per l'attuale stagione Dafabet rimane lo sponsor ufficiale del Celtic e New Balance continua ad essere fornitore e sponsor tecnico della compagine.
| Casa | Trasferta | Terza divisa |

## Organigramma societario
Area direttiva
- Presidente: Ian Bankier

Area tecnica
- Direttore sportivo della sezione calcistica: Glen Driscoll
- Allenatore: Neil Lennon
- Allenatore in seconda: John Kennedy
- Assistente tecnico: Damien Duff
- Allenatore dei portieri: Stevie Woods
- Preparatore atletico: Jack Nayler, John Currie

Area marketing
- Direttore economico: Brian Meehan

Area sanitaria
- Medico sociale: Ian Sharpe
- Fisioterapisti: Jennifer Graham, Davie McGovern, Tim Williamson
- Nutrizionista: Rob Naughton

## Rosa
Rosa e numerazione tratte dal sito ufficiale.
| N. |                                 | Ruolo | Calciatore             |
| -- | ------------------------------- | ----- | ---------------------- |
| 1  | Scozia (bandiera)               | P     | Craig Gordon           |
| 2  | Germania (bandiera)             | D     | Jeremy Toljan          |
| 3  | Honduras (bandiera)             | D     | Emilio Izaguirre       |
| 4  | Scozia (bandiera)               | D     | Jack Hendry            |
| 5  | Bosnia ed Erzegovina (bandiera) | D     | Jozo Šimunović         |
| 6  | Israele (bandiera)              | C     | Nir Bitton             |
| 8  | Scozia (bandiera)               | C     | Scott Brown (capitano) |
| 9  | Scozia (bandiera)               | A     | Leigh Griffiths        |
| 10 | Costa d'Avorio (bandiera)       | C     | Vakoun Issouf Bayo     |
| 11 | Inghilterra (bandiera)          | C     | Scott Sinclair         |
| 12 | Costa Rica (bandiera)           | D     | Cristian Gamboa        |
| 14 | Australia (bandiera)            | C     | Daniel Arzani          |
| 15 | Irlanda (bandiera)              | C     | Jonny Hayes            |
| 16 | Scozia (bandiera)               | C     | Lewis Morgan           |
| 17 | Scozia (bandiera)               | C     | Ryan Christie          |
| 18 | Australia (bandiera)            | C     | Tom Rogić              |
| 19 | Scozia (bandiera)               | C     | Scott Allan            |
| 20 | Belgio (bandiera)               | D     | Dedryck Boyata         |

| N. |                           | Ruolo | Calciatore       |
| -- | ------------------------- | ----- | ---------------- |
| 21 | Francia (bandiera)        | C     | Olivier Ntcham   |
| 22 | Francia (bandiera)        | A     | Odsonne Édouard  |
| 23 | Svezia (bandiera)         | D     | Mikael Lustig    |
| 24 | Paesi Bassi (bandiera)    | P     | Dorus de Vries   |
| 25 | Scozia (bandiera)         | C     | Oliver Burke     |
| 26 | Zimbabwe (bandiera)       | C     | Kundai Benyu     |
| 29 | Scozia (bandiera)         | P     | Scott Bain       |
| 30 | Stati Uniti (bandiera)    | A     | Timothy Weah     |
| 32 | Croazia (bandiera)        | D     | Filip Benković   |
| 33 | Germania (bandiera)       | D     | Marvin Compper   |
| 35 | Norvegia (bandiera)       | D     | Kristoffer Ajer  |
| 42 | Scozia (bandiera)         | C     | Callum McGregor  |
| 49 | Scozia (bandiera)         | C     | James Forrest    |
| 56 | Scozia (bandiera)         | D     | Anthony Ralston  |
| 63 | Scozia (bandiera)         | D     | Kieran Tierney   |
| 73 | Scozia (bandiera)         | C     | Michael Johnston |
| 88 | Costa d'Avorio (bandiera) | C     | Kouassi Eboue    |

## Calciomercato

### Sessione estiva (dall'1/7 al 31/8)
| Acquisti | Acquisti         | Acquisti            | Acquisti                         |
| R.       | Nome             | da                  | Modalità                         |
| -------- | ---------------- | ------------------- | -------------------------------- |
| P        | Scott Bain       | Dundee              | definitivo (0 mln €)             |
| D        | Emilio Izaguirre |                     | svincolato                       |
| D        | Filip Benković   | Leicester City      | prestito                         |
| C        | Daniel Arzani    | Manchester City     | prestito con diritto di riscatto |
| C        | Youssouf Mulumbu |                     | svincolato                       |
| A        | Odsonne Édouard  | Paris Saint-Germain | fine contratto                   |

| Cessioni | Cessioni         | Cessioni        | Cessioni              |
| R.       | Nome             | a               | Modalità              |
| -------- | ---------------- | --------------- | --------------------- |
| P        | Ross Doohan      | Ayr Utd         | prestito              |
| D        | Erik Sviatchenko | Midtjylland     | fine prestito         |
| D        | Sam Wardrop      | Dundee Utd      | definitivo (0 mln €)  |
| D        | Jamie McCart     | Inverness       | definitivo (0 mln €)  |
| D        | Robbie Deas      | Cowdenbeath     | prestito              |
| D        | Calvin Miller    | Dundee          | prestito              |
| C        | Jamie Lindsay    | Ross County     | definitivo (0 mln €)  |
| C        | Joe Thomson      | Dunfermline     | definitivo (0 mln €)  |
| C        | Stuart Armstrong | Southampton     | fine contratto        |
| C        | Regan Hendry     | Raith Rovers    | prestito              |
| C        | Mark Hill        | Forfar Athletic | prestito              |
| A        | Nadir Çiftçi     | Gençlerbirliği  | fine contratto        |
| A        | Ciaran Diver     | Stranraer       | prestito              |
| A        | Jack Aitchison   | Dumbarton       | prestito              |
| A        | Moussa Dembélé   | Olympique Lione | definitivo (22 mln €) |

### Trasferimenti tra le due sessioni
| Acquisti | Acquisti | Acquisti | Acquisti |
| R.       | Nome     | da       | Modalità |
| -------- | -------- | -------- | -------- |

| Cessioni | Cessioni   | Cessioni  | Cessioni              |
| R.       | Nome       | a         | Modalità              |
| -------- | ---------- | --------- | --------------------- |
| A        | PJ Crossan | Stranraer | prestito di emergenza |

### Sessione invernale (dal 1/1 al 31/1)
| Acquisti | Acquisti           | Acquisti            | Acquisti   |
| R.       | Nome               | da                  | Modalità   |
| -------- | ------------------ | ------------------- | ---------- |
| C        | Oliver Burke       | West Bromwich       | prestito   |
| A        | Timothy Weah       | Paris Saint-Germain | prestito   |
| A        | Vakoun Issouf Bayo | DAC Dunajská Streda | definitivo |
| D        | Jeremy Toljan      | Borussia Dortmund   | prestito   |

| Cessioni | Cessioni        | Cessioni        | Cessioni |
| R.       | Nome            | a               | Modalità |
| -------- | --------------- | --------------- | -------- |
| P        | Conor Hazard    | Partick Thistle | prestito |
| D        | Calvin Miller   | Ayr Utd         | prestito |
| C        | Mar"jan Šved    | Karpaty         | prestito |
| C        | Lewis Morgan    | Sunderland      | prestito |
| C        | Youssuf Mulumbu | Kilmarnock      | prestito |
| A        | Jack Aitchison  | Alloa Athletic  | prestito |

## Risultati

### Scottish Premiership

#### Stagione regolare
| Arbitro: | Walsh |

|                                        |           |                |
| Rogić 8’ Édouard 26’ Ntcham 50’ (rig.) | Marcatori | 90+1’ Robinson |

| Arbitro: | Beaton |

|              |           |  |
| Lafferty 56’ | Marcatori |  |

| Arbitro: | Robertson |

|            |           |  |
| Boyata 63’ | Marcatori |  |

| Arbitro: | Collum |

|            |           |  |
| Ntcham 62’ | Marcatori |  |

| Paisley 14 settembre 2018, ore 20:45 CEST 5ª giornata | St. Mirren | 0 – 0 referto | Celtic | St. Mirren Park (7.288 spett.)\| Arbitro: \| Dallas \| |
| Arbitro:                                              | Dallas     |               |        |                                                        |

| Arbitro: | Thomson |

|                         |           |               |
| Burke 64’ Findlay 90+3’ | Marcatori | 34’ Griffiths |

| Arbitro: | Madden |

|              |           |  |
| Sinclair 63’ | Marcatori |  |

| Arbitro: | Clancy |

|  |           |                                                     |
|  | Marcatori | 15’, 30’, 38’, 45’ Forrest 22’ Édouard 84’ McGregor |

| Arbitro: | Robertson |

|                                      |           |                       |
| Rogić 8’ Ntcham 19’ Édouard 70’, 88’ | Marcatori | 63’ Kamberi 73’ Boyle |

| Arbitro: | Madden |

|                                              |           |  |
| Ralston 28’ Sinclair 32’ (rig.) Johnston 45’ | Marcatori |  |

| Arbitro: | Muir |

|  |           |                                                                      |
|  | Marcatori | 20’ Rogić 33’ (rig.) Sinclair 38’ Forrest 45+2’ Édouard 48’ Christie |

| Arbitro: | Beaton |

|                                                               |           |  |
| Édouard 18’, 39’ Benković 26’ Forrest 65’ Christie 89’ (rig.) | Marcatori |  |

| Livingston 11 novembre 2018, ore 13:00 CET 13ª giornata | Livingston | 0 – 0 referto | Celtic | Almondvale Stadium (9.016 spett.)\| Arbitro: \| Clancy \| |
| Arbitro:                                                | Clancy     |               |        |                                                           |

| Arbitro: | Robertson |

|  |           |                                              |
|  | Marcatori | 13’ Christie 68’ (aut.) Martin 82’ Griffiths |

| Arbitro: | Aitken |

|                           |           |  |
| McGregor 53’ Christie 55’ | Marcatori |  |

| Arbitro: | Clancy |

|             |           |              |
| Johnson 88’ | Marcatori | 13’ Christie |

| Arbitro: | Walsh |

|                                                       |           |                   |
| Forrest 5’, 67’ Édouard 25’ Lustig 35’ Christie 45+1’ | Marcatori | 52’ (rig.) Brophy |

| Arbitro: | Robertson |

|                       |           |  |
| Slivka 1’ Kamberi 59’ | Marcatori |  |

| Arbitro: | Anderson |

|                                |           |  |
| Johnston 43’, 50’ Benković 69’ | Marcatori |  |

| Arbitro: | Collum |

|                                                 |           |                                   |
| May 24’ (rig.) Cosgrove 83’ (rig.) Ferguson 90’ | Marcatori | 6’, 76’, 88’ Sinclair 86’ Édouard |

| Arbitro: | Beaton |

|          |           |  |
| Jack 30’ | Marcatori |  |

| Arbitro: | Anderson |

|                                             |           |  |
| Burke 11’, 55’ Sinclair 18’ (rig.) Weah 86’ | Marcatori |  |

| Arbitro: | Muir |

|                                        |           |  |
| McGregor 40’ Christie 77’ Sinclair 87’ | Marcatori |  |

| Arbitro: | Collum |

|  |           |                      |
|  | Marcatori | 78’ Forrest 89’ Weah |

| Arbitro: | Thomson |

|                        |           |  |
| Christie 24’ Burke 63’ | Marcatori |  |

| Arbitro: | Madden |

|  |           |           |
|  | Marcatori | 90’ Brown |

| Arbitro: | Clancy |

|                                           |           |             |
| Sinclair 31’ Édouard 37’, 88’ Burke 90+1’ | Marcatori | 51’ Ariyibi |

| Arbitro: | McLean |

|                    |           |                           |
| Bozanic 56’ (rig.) | Marcatori | 36’ Forrest 90+2’ Édouard |

| Glasgow 9 marzo 2019, ore 16:00 CET 29ª giornata | Celtic  | 0 – 0 referto | Aberdeen | Celtic Park (59.123 spett.)\| Arbitro: \| Thomson \| |
| Arbitro:                                         | Thomson |               |          |                                                      |

| Arbitro: | Madden |

|  |           |               |
|  | Marcatori | 90+6’ Édouard |

| Arbitro: | Madden |

|                         |           |          |
| Édouard 27’ Forrest 86’ | Marcatori | 63’ Kent |

| Arbitro: | Robertson |

|  |           |                       |
|  | Marcatori | 15’ Weah 85’ Christie |

| Glasgow 6 aprile 2019, ore 16:00 CEST 33ª giornata | Celtic   | 0 – 0 referto | Livingston | Celtic Park (58.850 spett.)\| Arbitro: \| Anderson \| |
| Arbitro:                                           | Anderson |               |            |                                                       |

#### Poule scudetto
| Edimburgo 21 aprile 2019, ore 13:30 CEST 34ª giornata | Hibernian | 0 – 0 referto | Celtic | Easter Road (19.472 spett.)\| Arbitro: \| Walsh \| |
| Arbitro:                                              | Walsh     |               |        |                                                    |

| Arbitro: | Collum |

|               |           |  |
| Šimunović 68’ | Marcatori |  |

| Arbitro: | Beaton |

|  |           |                                      |
|  | Marcatori | 40’ Lustig 53’ Šimunović 88’ Édouard |

| Arbitro: | Clancy |

|                          |           |  |
| Tavernier 2’ Arfield 63’ | Marcatori |  |

| Arbitro: | Thompson |

|                  |           |               |
| Johnston 2’, 84’ | Marcatori | 18’ Mulrarney |

### Scottish Cup
| Arbitro: | Dallas |

|                            |           |  |
| Sinclair 37’, 56’ Weah 83’ | Marcatori |  |

| Arbitro: | Walsh |

|                                            |           |  |
| Sinclair 3’, 54’, 89’ Brown 9’ Forrest 52’ | Marcatori |  |

| Arbitro: | Collum |

|  |           |                       |
|  | Marcatori | 62’ Forrest 75’ Brown |

| Arbitro: | Thompson |

|  |           |                                     |
|  | Marcatori | 45+1’ Forrest 61’ Édouard 69’ Rogić |

| Arbitro: | Collum |

|             |           |                         |
| Edwards 52’ | Marcatori | 62’ (rig.), 82’ Édouard |

### Scottish League Cup
| Arbitro: | Thomson |

|                   |           |                                     |
| Mbuyi-Mutombo 73’ | Marcatori | 18’ Griffiths 78’ Dembélé 80’ Rogić |

| Arbitro: | Beaton |

|  |           |               |
|  | Marcatori | 83’ Griffiths |

| Arbitro: | Collum |

|  |           |                                       |
|  | Marcatori | 53’ Sinclair 66’ Forrest 72’ Christie |

| Arbitro: | Dallas |

|                |           |  |
| Christie 45+5’ | Marcatori |  |

### UEFA Champions League

#### Fase di qualificazione
| Arbitro: | Grujić |

|  |           |                                        |
|  | Marcatori | 45+2’ Édouard 81’ Forrest 90’ McGregor |

| Arbitro: | Fesnic |

|                                    |           |  |
| Dembélé 8’, 19’ (rig.) Forrest 35’ | Marcatori |  |

| Arbitro: | Vertenten |

|                             |           |            |
| Édouard 43’, 75’ Ntcham 46’ | Marcatori | 16’ Meling |

| Trondheim 1º agosto 2018, ore 20:45 CEST Secondo turno preliminare - Ritorno | Rosenborg | 0 – 0 referto | Celtic | Lerkendal Stadion (14.263 spett.)\| Arbitro: \| Schärer \| |
| Arbitro:                                                                     | Schärer   |               |        |                                                            |

| Arbitro: | Banti |

|              |           |                |
| McGregor 17’ | Marcatori | 44’ Klōnaridīs |

| Arbitro: | Bezborodov |

|                    |           |              |
| Galo 6’ Livaja 50’ | Marcatori | 78’ Sinclair |

### Europa League

#### Play-off
| Arbitro: | Bebek |

|               |           |           |
| Verbickas 13’ | Marcatori | 3’ Ntcham |

| Arbitro: | Kabakov |

|                                     |           |  |
| Griffiths 27’ McGregor 53’ Ajer 61’ | Marcatori |  |

#### Fase a gironi
| Arbitro: | Gil |

|               |           |  |
| Griffiths 87’ | Marcatori |  |

| Arbitro: | Bojko |

|                                     |           |            |
| Dabour 55’, 73’ (rig.) Minamino 61’ | Marcatori | 2’ Édouard |

| Arbitro: | Královec |

|                     |           |  |
| Cunha 31’ Bruma 35’ | Marcatori |  |

| Arbitro: | Estrada Fernández |

|                         |           |              |
| Tierney 11’ Édouard 79’ | Marcatori | 78’ Augustin |

| Arbitro: | Özkahya |

|  |           |              |
|  | Marcatori | 42’ Sinclair |

| Arbitro: | Buquet |

|              |           |                            |
| Ntcham 90+5’ | Marcatori | 67’ Dabour 78’ Gulbrandsen |

#### Fase ad eliminazione diretta
| Arbitro: | Hațegan |

|  |           |                         |
|  | Marcatori | 42’ Čeryšev 49’ Sobrino |

| Arbitro: | Aytekin |

|             |           |  |
| Gameiro 70’ | Marcatori |  |

## Statistiche

### Statistiche di squadra
| Competizione         | Punti | In casa | In casa | In casa | In casa | In casa | In casa | In trasferta | In trasferta | In trasferta | In trasferta | In trasferta | In trasferta | Totale | Totale | Totale | Totale | Totale | Totale | DR  |
| Competizione         | Punti | G       | V       | N       | P       | Gf      | Gs      | G            | V            | N            | P            | Gf           | Gs           | G      | V      | N      | P      | Gf     | Gs     | DR  |
| -------------------- | ----- | ------- | ------- | ------- | ------- | ------- | ------- | ------------ | ------------ | ------------ | ------------ | ------------ | ------------ | ------ | ------ | ------ | ------ | ------ | ------ | --- |
| Scottish Premiership | 87    | 19      | 17      | 2       | 0       | 46      | 7       | 19           | 10           | 4            | 5            | 31           | 13           | 38     | 27     | 6      | 5      | 77     | 20     | +57 |
| Scottish Cup         | -     | 2       | 2       | 0       | 0       | 8       | 0       | 3            | 3            | 0            | 0            | 7            | 1            | 5      | 5      | 0      | 0      | 15     | 1      | +14 |
| Scottish League Cup  | -     | 0       | 0       | 0       | 0       | 0       | 0       | 4            | 4            | 0            | 0            | 8            | 1            | 4      | 4      | 0      | 0      | 8      | 1      | +7  |
| Champions League     | -     | 3       | 2       | 1       | 0       | 7       | 2       | 3            | 1            | 1            | 1            | 4            | 2            | 6      | 3      | 2      | 1      | 11     | 4      | +7  |
| Europa League        | 9     | 5       | 4       | 0       | 2       | 7       | 5       | 5            | 1            | 1            | 3            | 3            | 7            | 10     | 4      | 1      | 5      | 10     | 12     | -2  |
| Totale               | 96    | 30      | 25      | 3       | 2       | 72      | 17      | 33           | 18           | 6            | 9            | 49           | 21           | 63     | 44     | 9      | 11     | 121    | 38     | +83 |

### Andamento in campionato
| Giornata  | 1 | 2 | 3 | 4 | 5 | 6 | 7 | 8 | 9 | 10 | 11 | 12 | 13 | 14 | 15 | 16 | 17 | 18 | 19 | 20 | 21 | 22 | 23 | 24 | 25 | 26 | 27 | 28 | 29 | 30 | 31 | 32 | 33 | 34 | 35 | 36 | 37 | 38 |
| --------- | - | - | - | - | - | - | - | - | - | -- | -- | -- | -- | -- | -- | -- | -- | -- | -- | -- | -- | -- | -- | -- | -- | -- | -- | -- | -- | -- | -- | -- | -- | -- | -- | -- | -- | -- |
| Luogo     | C | T | C | C | T | T | C | T | C | C  | T  | C  | T  | T  | C  | T  | C  | T  | C  | T  | T  | C  | C  | T  | C  | T  | C  | T  | C  | T  | C  | T  | C  | T  | C  | T  | T  | C  |
| Risultato | V | P | V | V | N | P | V | V | V | V  | V  | V  | N  | V  | V  | N  | V  | P  | V  | V  | P  | V  | V  | V  | V  | V  | V  | V  | N  | V  | V  | V  | N  | N  | V  | V  | P  | V  |
| Posizione | 3 | 6 | 2 | 2 | 2 | 6 | 5 | 3 | 2 | 3  | 2  | 2  | 1  | 1  | 2  | 3  | 1  | 1  | 1  | 1  | 1  | 1  | 1  | 1  | 1  | 1  | 1  | 1  | 1  | 1  | 1  | 1  | 1  | 1  | 1  | 1  | 1  | 1  |

Legenda:

Luogo: C = Casa; T = Trasferta. Risultato: V = Vittoria; N = Pareggio; P = Sconfitta.

### Statistiche dei giocatori
| Giocatore    | Premiership | Premiership | Premiership | Premiership | Scottish Cup | Scottish Cup | Scottish Cup | Scottish Cup | Scottish League Cup | Scottish League Cup | Scottish League Cup | Scottish League Cup | Competizioni UEFA | Competizioni UEFA | Competizioni UEFA | Competizioni UEFA | Totale   | Totale | Totale      | Totale     |
| Giocatore    | Presenze    | Reti        | Ammonizioni | Espulsioni  | Presenze     | Reti         | Ammonizioni  | Espulsioni   | Presenze            | Reti                | Ammonizioni         | Espulsioni          | Presenze          | Reti              | Ammonizioni       | Espulsioni        | Presenze | Reti   | Ammonizioni | Espulsioni |
| ------------ | ----------- | ----------- | ----------- | ----------- | ------------ | ------------ | ------------ | ------------ | ------------------- | ------------------- | ------------------- | ------------------- | ----------------- | ----------------- | ----------------- | ----------------- | -------- | ------ | ----------- | ---------- |
| K. Ajer      | 28          | 0           | 6           | 1           | 4            | 0            | 0            | 0            | 3                   | 0                   | 0                   | 0                   | 10                | 1                 | 3                 | 0                 | 45       | 1      | 9           | 1          |
| S. Allan     | 0           | 0           | 0           | 0           | 0            | 0            | 0            | 0            | 0                   | 0                   | 0                   | 0                   | 0                 | 0                 | 0                 | 0                 | 0        | 0      | 0           | 0          |
| D. Arzani    | 1           | 0           | 0           | 0           | 0            | 0            | 0            | 0            | 0                   | 0                   | 0                   | 0                   | 0                 | 0                 | 0                 | 0                 | 1        | 0      | 0           | 0          |
| S. Bain      | 20          | -6          | 0           | 0           | 5            | -1           | 1            | 0            | 4                   | -1                  | 0                   | 0                   | 2                 | -3                | 0                 | 0                 | 31       | -11    | 1           | 0          |
| V. Bayo      | 1           | 0           | 0           | 0           | 0            | 0            | 0            | 0            | 0                   | 0                   | 0                   | 0                   | 0                 | 0                 | 0                 | 0                 | 1        | 0      | 0           | 0          |
| F. Benković  | 20          | 2           | 2           | 0           | 1            | 0            | 0            | 0            | 2                   | 0                   | 0                   | 0                   | 4                 | 0                 | 2                 | 0                 | 27       | 2      | 4           | 0          |
| K. Benyu     | 0           | 0           | 0           | 0           | 0            | 0            | 0            | 0            | 0                   | 0                   | 0                   | 0                   | 0                 | 0                 | 0                 | 0                 | 0        | 0      | 0           | 0          |
| N. Biton     | 7           | 0           | 0           | 0           | 3            | 0            | 0            | 0            | 0                   | 0                   | 0                   | 0                   | 0                 | 0                 | 0                 | 0                 | 10       | 0      | 0           | 0          |
| D. Boyata    | 19          | 1           | 3           | 0           | 3            | 0            | 0            | 0            | 2                   | 0                   | 0                   | 1                   | 8                 | 0                 | 1                 | 0                 | 32       | 1      | 4           | 1          |
| S. Brown     | 30          | 1           | 11          | 1           | 5            | 2            | 1            | 0            | 3                   | 0                   | 0                   | 0                   | 13                | 0                 | 3                 | 0                 | 51       | 3      | 15          | 1          |
| O. Burke     | 14          | 4           | 0           | 0           | 3            | 0            | 0            | 0            | 0                   | 0                   | 0                   | 0                   | 2                 | 0                 | 1                 | 0                 | 19       | 4      | 1           | 0          |
| R. Christie  | 23          | 9           | 1           | 0           | 3            | 0            | 0            | 0            | 2                   | 2                   | 1                   | 0                   | 10                | 0                 | 0                 | 0                 | 38       | 11     | 2           | 0          |
| M. Compper   | 0           | 0           | 0           | 0           | 0            | 0            | 0            | 0            | 0                   | 0                   | 0                   | 0                   | 0                 | 0                 | 0                 | 0                 | 0        | 0      | 0           | 0          |
| D. de Vries  | 0           | -0          | 0           | 0           | 0            | -0           | 0            | 0            | 0                   | -0                  | 0                   | 0                   | 0                 | -0                | 0                 | 0                 | 0        | -0     | 0           | 0          |
| K. Dembélé   | 1           | 0           | 0           | 0           | 0            | 0            | 0            | 0            | 0                   | 0                   | 0                   | 0                   | 0                 | 0                 | 0                 | 0                 | 1        | 0      | 0           | 0          |
| K. Eboue     | 2           | 0           | 0           | 0           | 0            | 0            | 0            | 0            | 1                   | 0                   | 0                   | 0                   | 2                 | 0                 | 0                 | 0                 | 5        | 0      | 0           | 0          |
| O. Édouard   | 32          | 14          | 4           | 0           | 4            | 3            | 0            | 0            | 3                   | 0                   | 0                   | 0                   | 13                | 5                 | 0                 | 0                 | 52       | 22     | 4           | 0          |
| J. Forrest   | 33          | 11          | 1           | 0           | 5            | 3            | 1            | 0            | 4                   | 1                   | 1                   | 0                   | 14                | 2                 | 0                 | 1                 | 56       | 17     | 3           | 1          |
| C. Gamboa    | 1           | 0           | 0           | 0           | 0            | 0            | 0            | 0            | 1                   | 0                   | 0                   | 0                   | 5                 | 0                 | 0                 | 0                 | 7        | 0      | 0           | 0          |
| C. Gordon    | 18          | -14         | 0           | 0           | 0            | -0           | 0            | 0            | 0                   | -0                  | 0                   | 0                   | 14                | -13               | 0                 | 0                 | 32       | -27    | 0           | 0          |
| L. Griffiths | 11          | 2           | 1           | 0           | 0            | 0            | 0            | 0            | 2                   | 2                   | 0                   | 0                   | 7                 | 2                 | 1                 | 0                 | 20       | 6      | 2           | 0          |
| J. Hayes     | 16          | 0           | 2           | 0           | 3            | 0            | 1            | 0            | 0                   | 0                   | 0                   | 0                   | 2                 | 0                 | 1                 | 0                 | 21       | 0      | 4           | 0          |
| E. Henderson | 5           | 0           | 0           | 0           | 1            | 0            | 0            | 0            | 0                   | 0                   | 0                   | 0                   | 0                 | 0                 | 0                 | 0                 | 6        | 0      | 0           | 0          |
| J. Hendry    | 4           | 0           | 0           | 0           | 0            | 0            | 0            | 0            | 3                   | 0                   | 0                   | 0                   | 8                 | 0                 | 0                 | 0                 | 15       | 0      | 0           | 0          |
| E. Izaguirre | 14          | 0           | 1           | 0           | 1            | 0            | 0            | 0            | 1                   | 0                   | 0                   | 0                   | 3                 | 0                 | 1                 | 0                 | 19       | 0      | 2           | 0          |
| M. Johnston  | 14          | 5           | 0           | 0           | 3            | 0            | 0            | 0            | 1                   | 0                   | 0                   | 0                   | 5                 | 0                 | 0                 | 0                 | 23       | 5      | 0           | 0          |
| M. Lustig    | 27          | 2           | 1           | 0           | 3            | 0            | 0            | 0            | 3                   | 0                   | 0                   | 0                   | 11                | 0                 | 0                 | 0                 | 44       | 2      | 1           | 0          |
| C. McGregor  | 35          | 3           | 0           | 0           | 4            | 0            | 0            | 0            | 4                   | 0                   | 1                   | 0                   | 16                | 3                 | 1                 | 0                 | 59       | 6      | 2           | 0          |
| L. Morgan    | 9           | 0           | 0           | 0           | 0            | 0            | 0            | 0            | 1                   | 0                   | 0                   | 0                   | 3                 | 0                 | 0                 | 0                 | 13       | 0      | 0           | 0          |
| Y. Mulumbu   | 1           | 0           | 0           | 0           | 0            | 0            | 0            | 0            | 0                   | 0                   | 0                   | 0                   | 2                 | 0                 | 0                 | 0                 | 3        | 0      | 0           | 0          |
| O. Ntcham    | 20          | 3           | 4           | 1           | 1            | 0            | 0            | 0            | 4                   | 0                   | 0                   | 0                   | 12                | 3                 | 1                 | 0                 | 37       | 6      | 5           | 1          |
| A. Ralston   | 4           | 1           | 0           | 0           | 1            | 0            | 0            | 0            | 0                   | 0                   | 0                   | 0                   | 0                 | 0                 | 0                 | 0                 | 5        | 1      | 0           | 0          |
| T. Rogić     | 19          | 3           | 3           | 0           | 2            | 1            | 0            | 0            | 4                   | 1                   | 1                   | 0                   | 8                 | 0                 | 0                 | 0                 | 33       | 5      | 4           | 0          |
| J. Šimunović | 18          | 2           | 2           | 0           | 3            | 0            | 0            | 0            | 1                   | 0                   | 0                   | 0                   | 8                 | 0                 | 0                 | 1                 | 30       | 2      | 2           | 1          |
| S. Sinclair  | 33          | 9           | 1           | 0           | 5            | 5            | 0            | 0            | 3                   | 1                   | 0                   | 0                   | 14                | 2                 | 0                 | 0                 | 55       | 17     | 1           | 0          |
| K. Tierney   | 21          | 0           | 0           | 0           | 2            | 0            | 0            | 0            | 3                   | 0                   | 1                   | 0                   | 14                | 1                 | 1                 | 0                 | 40       | 1      | 2           | 0          |
| J. Toljan    | 10          | 0           | 2           | 0           | 2            | 0            | 0            | 0            | 0                   | 0                   | 0                   | 0                   | 2                 | 0                 | 3                 | 1                 | 14       | 0      | 5           | 1          |
| T. Weah      | 13          | 3           | 2           | 0           | 3            | 1            | 0            | 0            | 0                   | 0                   | 0                   | 0                   | 1                 | 0                 | 0                 | 0                 | 17       | 4      | 2           | 0          |